# Tevhid-moskee (Maastricht)
De Tevhid-moskee is een moskee en multicultureel centrum in de Maastrichtse buurt Brusselsepoort, gelegen aan de Weustenraadstraat nr. 24. De moskee, die zich met name op Turks-Nederlandse moslims richt, wordt beheerd door een stichting, die in 1991 is opgericht. Het gebouw ligt direct naast de Marokkaans-Nederlandse El Fath-moskee.

## Geschiedenis
Tevhid of tevhit is de Turkse benaming voor het Arabische begrip tawhied (توحيد), waarmee de eenheid van God wordt aangeduid. De naam duidt tevens op het streven van de stichting naar eenheid en eenwording in de samenleving, met behoud van eigen identiteit en met respect en begrip voor wederzijdse normen en waarden. De stichting zet zich in voor integratie van Maastrichtse Turken en andere etnische groepen in de samenleving. Ze doet dat door initiatieven te ontplooien die een positieve bijdrage leveren aan de emancipatie en het zelfbewustzijn van de doelgroepen, om daarmee de achterstandssituatie weg te werken.
De stichting Tevhid werd in 1991 opgericht door een groep Turkse vrijwilligers in Maastricht. Naast een gebedsruimte bevindt zich in het gebouw aan de Weustenraadsingel een Turks restaurant en een multicultureel centrum, waar onder andere concerten en pool-toernooien plaatsvinden.
Op 14 december 2006 was er een poging tot brandstichting in het gebouw. De brand richtte weinig schade aan en de daders zijn nooit gepakt. Precies elf jaar later, op 14 december 2017, vonden er op twee locaties in Maastricht-West steekincidenten plaats met meerdere slachtoffers, waarvan er twee overleden. De dader drong daarna een ruimte in de Tevhid-moskee binnen, bebloed en bewapend met een mes, waar hij door de politie kon worden ingerekend. Er vielen geen slachtoffers in de moskee. Doordat aanvankelijk werd uitgegaan van een terroristische aanslag, werd door de politie groot alarm geslagen. De dader, een 37-jarige man uit Maastricht met een Syrische achtergrond, werd door het Pieter Baan Centrum volledig ontoerekeningsvatbaar verklaard en werd in maart 2019 door de rechtbank veroordeeld tot 24 jaar celstraf en tbs.

## Gebouw
Het gebouw is opgetrokken uit rode baksteen en heeft een eenvoudige rechthoekige plattegrond. Op het dak is een kleine koepel geplaatst. Het gebouw is later aan de zuid- en westzijde uitgebreid, maar heeft daarbij zijn oorspronkelijke vorm behouden. De ranke, met aluminium beklede minaret is deels in een uitsparing in de westelijke gevel geplaatst, maar steekt desalniettemin hoog boven het gebouw uit. Op de hoek van de Weustenraadstraat en de Nobellaan bevindt zich een parkeerterrein.